# NGC 6251
NGC 6251 أو إن جي سي 6251 هي مجرة راديوية ضمن كوكبة الدب الأصغر. تبعد عن الأرض أكثر من 340 مليون سنة ضوئية.